# 法廷のドラゴン
『法廷のドラゴン』（ほうていのドラゴン）は、2025年1月17日から3月7日までテレビ東京系の「ドラマ9」にて放送されたテレビドラマ。主演は上白石萌音。

## キャスト

### 主要人物
天童竜美（てんどう たつみ）
演 - 上白石萌音
「歩田法律事務所」の新米弁護士。奨励会に所属していたがプロ棋士になれず、弁護士資格を取得した。
歩田虎太郎（ふだ こたろう）
演 - 高杉真宙（中学時代：藤原聖）
「歩田法律事務所」の所長兼弁護士。敗訴続きで報酬もろくにもらえていない。

### 周辺人物
駒木兎羽（こまき とわ）
演 - 白石麻衣（第1話・第4話・第6話 - 最終話）
将棋界における竜美のライバル。現在は東京テレビ報道部 記者。インタビュー記事を載せた衆議院議員・柘植龍馬から内容が虚偽だと告訴され、「歩田法律事務所」に弁護を頼む。（第7局）
歩田羊次郎（ふだ ようじろう）
演 - 藤井隆
虎太郎の亡き父親で「歩田法律事務所」の先代所長。
天童香澄（てんどう かすみ）
演 - 和久井映見
竜美の母。竜美が弁護士を志すきっかけとなる人物。
天童辰夫（てんどう たつお）
演 - 田辺誠一
竜美の父。判事。
乾利江（いぬい としえ）
演 - 小林聡美
羊次郎の代から働いている「歩田法律事務所」のパラリーガル兼経理。

### ゲスト

#### 第1局
香坂絹子
演 - 松坂慶子
依頼人。押し買いの被害に遭い、取られた大事な物を取り返してほしいと依頼に来る。
香坂宏紀
演 - 山中崇
絹子の息子。伏共商事営業三課で精密機器を担当。
桐丘祐也〈25〉
演 - 水石亜飛夢
絹子の家に押し買いに来た人物。窃盗で逮捕され、執行猶予付きの有罪判決を受けている。
落合徳彦
演 - 小松利昌
大手弁護士事務所 セブンスランク法律事務所 弁護士。桐丘祐也の弁護を担当。
桐丘昭宜
演 - 俵木藤汰
祐也の父。大手精密機器メーカー 取締役。
丸橋和登〈30〉
演 - 續木淳平
リサイクルショップ店長。桐丘祐也を使って押し買いしていた主犯格。逮捕され執行猶予付きの有罪判決を受けている
香坂聡子、香坂陽葵
演 - 宮菜穂子、吉田萌果
宏紀の妻と小学生の娘。
裁判官
演 - 松原正隆
香坂絹子原告裁判の裁判官。
香坂
演 - 河野宏明
香坂絹子の夫。故人。
依頼人
演 - 岩本えり
離婚訴訟を歩田弁護士事務所に頼み、慰謝料が取れず報酬を払わないと激怒する依頼人。
廷吏
演 - 三嶋健太
虎太郎担当の離婚訴訟の裁判所事務官。
福浦里麻
演 - 柿澤ゆりあ
桐丘祐也の恋人。アパレルショップ店員。
書記官
演 - 松尾淳一郎
香坂絹子原告裁判の書記官。
スタッフ
演 - 実熊倫礼（第7局）、加藤昌男（第7局）、白川貴弘（第7局）、和田和（第7局）、長谷川たくや（第7局）
羊次郎が所長だった頃の「歩田法律事務所」スタッフ。

#### 第2局
瀬山玲子
演 - 山口紗弥加
依頼人。清掃会社「井口清掃」社員。英央大学の倉敷研究室を清掃している際、研究中の粘菌を保管していた保温機のプラグを抜いてダメにしてしまい、1億円の損害賠償請求をされる。
倉敷隆文
演 - 加藤雅也
英央大学理学部生物学科分子生物学 教授。特殊な粘菌の研究をしている。
山岡治信
演 - 吉岡睦雄
倉敷の代理人弁護士。
井口久雄
演 - チャンス大城
瀬山が働いている井口清掃 社長。瀬山が起こした事故に対する損害賠償保険に加入していなかった。
河本康治
演 - 神谷圭介
英央大学理学部生物学科倉敷研究室 助手。
主婦
演 - 中村まゆみ、小山萌子
倉敷宅の近隣住民。
中村雄一
演 - 西尾友樹
倉敷研究室のOB。現「Bio One Pharma」バイオ医療研究部。
裁判官
演 - こくぼつよし
倉敷原告裁判の裁判官。
大学生
演 - 小浜桃奈、那須愛理佳
竜美たちに話を聞かれる英央大学の学生。

#### 第3局
幹本篤信
演 - 戸次重幸
松篠建設を去年退職し、現在は飲食店勤務。栄田陽人殺害の容疑者として逮捕される。実は松篠幸彦とは学生時代からの親友だった。
松篠妙子
演 - 入山法子
幸彦の妻。幹本と不倫していたのではないかと疑われており、幸彦が失踪したあとも幹本に相談にのってもらっていた。検察側の証人として召喚される。
松篠幸彦〈38〉
演 - 三浦貴大
7年前、平成29年10月10日に失踪した松篠建設 専務。現社長・一幸の一人息子で4代目社長になることを期待されていた。絵を描くのが好きで本当は画家になりたかったが、父親の反対に遭い経営学科に進学させられた。会社では人事部門の取締役でリストラや社員の降格を担当させられ、父に息抜きの絵画制作も取り上げられてメンタルを病んでいた。
浅村市郎
演 - 野間口徹
どんな事件でも常に冷静沈着で”東京地検のAI”と呼ばれているやり手検事。幹本の担当検事。
栄田陽人〈37〉
演 - 福井俊太郎（GAG）
公園の階段から転落して頭部打撲の脳挫傷で亡くなっていた都市伝説系動画配信者「凸撃ボーイズ」メンバー。亡くなる前に居酒屋で幹本と言い争っていた。借金があったが、10月10日を過ぎれば大金が手に入るから動画配信を辞めたい、と生前話していた。最後にあげた動画予告のタイトルは「セレブ・ミッシングの真相に迫る!」だった。
松篠一幸
演 - 牧村泉三郎
同族経営の松篠建設の3代目社長。幸彦の父。富士の樹海で見つかった幸彦の車に遺書めいたメモがあったため、幸彦は死んでいる、と竜美らに語る。
松篠路子
演 - 田中美登里
幸彦の母。
江鳩守男
演 - 佐野啓
松篠建設 顧問弁護士。
凸撃ボーイズ
演 - 久具巨林、君嶋麻耶
都市伝説系動画配信者「凸撃ボーイズ」メンバー。栄田と3人で都市伝説に関する動画を配信していた。
裁判長
演 - 白畑真逸
幹本被告裁判 裁判長。

#### 第4局
郷田福雄〈29〉
演 - 稲葉友（第3局、中学時代：越山敬達）
虎太郎の中学の同級生。矢倉荘5号室住人。大家の飼い犬を逃がしたと疑われ、半年後の契約更新はしないから退去するように言われている。金髪で見た目はいかついが心は優しい。実は5年前に傷害罪で執行猶予付きの有罪判決を受けている。
海老原徹一
演 - ベンガル
矢倉荘の大家・管理人。矢倉荘の1階に妻・鈴子、飼い犬・コータローと共に住んでいる。
市川若菜
演 - 伊藤修子
矢倉荘1号室住人。パート従業員。郷田は見た目は悪そうだが家賃はきちんと払っていた、と話す。
西岡継彦
演 - 浜田信也
矢倉荘2号室住人。大阪から単身赴任している会社員。郷田は見かけによらずゴミの分別をちゃんとしていた、と話す。
光山悟史
演 - 森優作
矢倉荘3号室住人。引きこもりのデイトレーダー。趣味はプラモデル。犬アレルギーでコータローが外にいると体調が悪くなることを郷田に話すと、大家に文句を言ってくれた、と話す。
横内紀恵
演 - 行平あい佳
矢倉荘4号室住人。美容師。コータローがいなくなった時、郷田が2階からおりてきたから犯人ではないと思う、と話す。
那須晴也
演 - 青木マッチョ（かけおち）
矢倉荘7号室住人。パーソナルトレーナー。郷田は顔は怖いがコータローが外に繋がれている時、遊んであげる優しい人だと話す。
海老原鈴子
演 - 小柳友貴美
徹一の妻。コータローのことは可愛がっているが、世話は夫に任せている。
吉村
演 - 森準人
海老原の代理人弁護士。
生徒
演 - 小林空叶、竹内彰良
虎太郎の中学3年生の時のクラスメイト。期末テストで机の中に英単語テキストをうっかり入れたままにしていた虎太郎を、カンニングしただろうと囃し立てる。
裁判長
演 - 岩田和浩
郷田福雄原告裁判の裁判長。
取り立て屋
演 - 佐織迅
5年前、郷田が借金の取り立て屋をしていた時の先輩社員。借金のかたに若い女性に乱暴しようとして、止めようとした郷田と揉み合いになり階段から転落して大けがを負う。
女性
演 - 瀬戸菜央
借金のかたに乱暴されそうになり郷田に助けられる女性。
コータロー
演 - Steve（スティーブ）
海老原家で飼われているフレンチ・ブルドッグ。ある日突然、ケージから逃げだしていなくなってしまう。

#### 第5局
熊倉英和
演 - 角野卓造
”一徹餅”が人気の老舗和菓子店「雁湖庵」店主。「クイーンマルシェ」から名誉棄損と契約違反で訴えられている。
熊倉和輝
演 - 草川拓弥（超特急）
ネット通販会社「クイーンマルシェ」社員。実は英和の長男。以前は和菓子職人を目指して「雁湖庵」で修業していたが、5年前に家を出ている。
熊倉柚子
演 - かとうかず子
英和の妻。献身的に店を切り盛りしていたが、元々心臓が弱く、5年前に倒れて入退院を繰り返しており、現在は入院中。
熊倉美鈴
演 - 大後寿々花
英和の長女、和輝の妹。「雁湖庵」和菓子職人。
加賀春隆
演 - 矢崎広
「クイーンマルシェ」社長。和輝の大学の先輩。
丹羽克治
演 - 外山誠二
「雁湖庵」常連客。「クイーンマルシェ」の”一徹餅”は味が違う、と店に来て話す。
矢本彰一
演 - 兒玉宣勝
「クイーンマルシェ」で販売している”一徹餅”の製造をしている「矢本製菓」工場長。”一徹餅”の成分分析表を竜美たちに見せる。
忍野綾芽
演 - 玉井らん
原告「クイーンマルシェ」の代理人弁護士。
裁判長
演 - 徳永邦治
熊倉英和被告裁判の裁判長。

#### 第6局
宇津木忠義
演 - 飯田基祐
「宇津木建材」元会長。将棋が好きで、子ども4人に厳しく将棋を教えていた。10年前に引退してからは、日本中の将棋のタイトル戦を観戦しに行っていた。先月、突然倒れて亡くなっている。
宇津木柊子
演 - 肘井ミカ
忠義の妻、桐枝たちの母。30年程前に病気で亡くなっている。
宇津木桐枝
演 - 内山理名（幼少期：長谷川晏）
大手建材メーカー「宇津木建材」元会長・宇津木忠義の長女。観光開発会社 社長。
宇津木松彦
演 - 笠原秀幸（幼少期：高嶋龍之介）
忠義の長男。家具メーカー 社長。
宇津木椎子
演 - 佐々木史帆（幼少期：長谷川澪）
忠義の二女。森林保護活動NPO団体 代表。
宇津木杉央
演 - 水間ロン（幼少期：泉名朔）
忠義の二男。レストラン 経営。元ホスト。
牧野紫織
演 - 谷村美月
忠義の姪の娘。「宇津木建材」社員。シングルマザー。宇津木家に住まわせてもらっている。
牧野悠真
演 - 木下瑛太
紫織の一人息子。
岡山里仁
演 - 佐戸井けん太
宇津木家 住み込み執事。
葛城久雄
演 - 福津健創
旅館「陣屋」番頭。
フロント
演 - 小山莉奈
「陣屋」フロントスタッフ。

#### 第7局
黒須直実
演 - 映美くらら（最終局）
東京テレビ報道部 デスク。兎羽の上司。兎羽の記事に間違いはない筈だ、と語る。
柘植龍馬
演 - 福士誠治（最終局）
与党期待の若手衆議院議員。元検事。駒木兎羽からインタビューされた記事が虚偽であると兎羽を告訴する。
神野修吾
演 - 矢柴俊博（最終局）
WEBライター。柘植龍馬のネタを追っている、と虎太郎に接触してくる。
坂手章市
演 - 岩谷健司
東京テレビ 報道部長。兎羽や黒須の上司。原告側証人として召喚される。実は柘植と同じ大学の先輩であり同じサークルのOBで、元々面識があった。
中住昭伸
演 - 石井英明（最終局）
柘植龍馬の秘書。
平野直史
演 - 三土幸敏
柘植龍馬の代理人弁護士。
高槻浩一〈58〉
演 - 中山稔康（最終局）
トラックに轢かれて意識不明で稲栖総合病院に入院している男性。実は柘植の後援会の前会長で、不正献金について黒須に内部告発していた。妻とは死別しており、唯一の肉親である弟・博信は若い頃に家を出て以来音信不通で、肉親はいない。
裁判長
演 - 山崎まさや（最終局）
駒木兎羽被告裁判の裁判長。
田辺圭司
演 - 渡部遼介（最終局）
稲栖総合病院の高槻浩一の担当医。浩一に会いに来た黒須に面会謝絶だと言い、追い返す。
女将
演 - 正木佐和（最終局）
柘植が利用している料亭「一の家」の女将。
社員
演 - 中澤実子
東京テレビスタッフ。竜美たちを黒須の元へ案内する。

#### 最終局
高槻博信
演 - 大野泰広
稲栖総合病院に入院している浩一の生き別れの弟。若い頃に家を出て、そのまま音信不通。
女将
演 - 坂本文子
居酒屋「ままや」女将。虎太郎から博信のことを聞かれ、ここ数年見ていない、と答える。
釣り人
演 - 五頭岳夫
虎太郎から博信の写真を見せられ、見かけたことがないかと尋ねられる。
記者
演 - 奈津子、橋野純平
法廷から出て来た柘植に後援会の不正経理について問い質す記者たち。
工場従業員
演 - 宮下泰幸

## スタッフ
- 脚本 - 戸田山雅司[2]
- 音楽 - 篠田大介[2]
- 主題歌 - Novelbright「ワインディングロード」（UNIVERSAL SIGMA / ZEST）[52]
- 監督 - 堀江貴大、片山雄一[2]
- 将棋指導 - 中村桃子、伊藤明日香[53]
- プロデューサー - 濱谷晃一（テレビ東京）、藤田絵里花（テレビ東京）、木村綾乃（The icon）、高橋香奈実（The icon）
- 制作 - テレビ東京、The icon
- 制作著作 - 「法廷のドラゴン」製作委員会

## 放送日程
| 話数                                                         | 放送日  | サブタイトル                         | 監督     | 視聴率 |
| ------------------------------------------------------------ | ------- | ------------------------------------ | -------- | ------ |
| 第1局                                                        | 1月17日 | 不要品買取詐欺VS穴熊                 | 堀江貴大 | 7.3%   |
| 第2局                                                        | 1月24日 | 損害賠償1億円VSゴキゲン中飛車        | 堀江貴大 |        |
| 第3局                                                        | 1月31日 | 殺人罪VS勝率99.9%のAI将棋            | 片山雄一 |        |
| 第4局                                                        | 2月07日 | アパート更新拒絶VS角換わり腰掛け銀   | 堀江貴大 |        |
| 第5局                                                        | 2月14日 | ニセモノ和菓子訴訟VSまさかの角不成!? | 片山雄一 |        |
| 第6局                                                        | 2月21日 | 巨額の遺産分割 VS 詰将棋の遺言       | 堀江貴大 |        |
| 第7局                                                        | 2月28日 | 政治スクープ訴訟 VS 疑惑の千日手     | 堀江貴大 |        |
| 最終局                                                       | 3月07日 | まさかの大悪手!? VS 奇跡の一手!      | 堀江貴大 |        |
| （視聴率はビデオリサーチ調べ、関東地区・世帯・リアルタイム） |         |                                      |          |        |

- 初回は21時 - 22時4分の10分拡大放送。

## 将棋用語
（主に天童竜美のセリフに現れる将棋用語や、パロディ）
- 「最善手」- 局面で一番良い着手。
- 「悪手」- 局面で指すべきではなかった着手。失着。
- 「裁判は駒の損得より速度」（＜「終盤は駒の損得より速度」という格言より：「将棋の終盤では、どんなに犠牲を払っても、早く相手の王様を詰めるのが望ましい」の意）
- 「将棋は打つではなく指すもの」（※ 将棋は「指す」、囲碁は「打つ」が正しい）[55]。
- 「読みが足りませんでした」- 局面で、「自分が有利になることも出来たかも知れないのに、そこに導く事が出来なかった」の意。
- 「投了」- 対局で負けを認める事。ただし、投了寸前でも、そこから逆転した例は幾らでもある[56]。
- 「狛犬」- 現行将棋の拡張版とも言える、大大将棋・摩訶大大将棋・泰将棋・大局将棋で使われる駒。本ドラマ第4局では、逃げ出した犬のイメージとして使われている。

## 作品の評価
第1話の個人視聴率（ALL）は4.2%と枠内歴代最高（テレ東ドラマ8、ドラマ9を通して）を記録。見逃し配信もテレ東ゴールデン帯史上最速で100万回再生を突破した。